# Philip Mountbatten
Philippe de Grèce
Pour les articles homonymes, voir Philippe de Grèce (homonymie).
Titre
Prince consort du Royaume-Uni
6 février 1952 – 9 avril 2021
(69 ans, 2 mois et 3 jours)
Signature
Philip Mountbatten, duc d'Édimbourg, né Philippe de Grèce (en anglais : Philip of Greece et en grec moderne : Φίλιππος της Ελλάδας / Phílippos tis Elládas) le 10 juin 1921 à Corfou en Grèce et mort le 9 avril 2021 à Windsor au Royaume-Uni, est le prince consort du Royaume-Uni et des autres royaumes du Commonwealth de 1952 à sa mort en tant qu'époux de la reine Élisabeth II. 
Prince de Grèce et de Danemark jusqu'à son mariage, il est le cinquième enfant et seul fils du prince André de Grèce et de la princesse Alice de Battenberg, le petit-fils du roi des Hellènes Georges Ier et un cousin germain des rois Georges II et Paul Ier. Il est également un petit-neveu de la dernière tsarine Alexandra Fiodorovna Romanova et de la princesse Irène de Prusse, belle-sœur de l'empereur allemand Guillaume II. Par sa mère Alice de Battenberg, Philip Mountbatten est aussi arrière-arrière-petit-fils de la reine Victoria du Royaume-Uni.
Membre de la maison dano-allemande de Schleswig-Holstein-Sonderbourg-Glücksburg, le prince Philip naît dans la famille royale de Grèce, mais sa famille s'exile alors qu'il a un an et demi. Après des études en France, au Royaume-Uni et en Allemagne, il rejoint la Royal Navy à l’âge de 18 ans en 1939. En juillet 1939, il commence à correspondre avec la princesse Élisabeth, la fille aînée et héritière présomptive du roi George VI. Pendant la Seconde Guerre mondiale, il sert dans les flottes de Méditerranée et du Pacifique. Après la guerre, Philip obtient la permission de George VI d’épouser Élisabeth. Avant l'annonce officielle des fiançailles, il renonce à ses titres et prédicats royaux grecs et danois, se convertit de la religion orthodoxe grecque à l'anglicanisme et devient sujet naturalisé britannique, adoptant le nom de famille Mountbatten de ses grands-parents maternels britanniques.
Après cinq mois de fiançailles, devenu le lieutenant Philip Mountbatten, il épouse la princesse Élisabeth le 20 novembre 1947. Le jour de son mariage, il reçoit de son beau-père le prédicat d'altesse royale et le titre de duc d'Édimbourg. Philip quitte le service actif, ayant atteint le grade de commander, quand Élisabeth devient reine en 1952. Son épouse le fait prince du Royaume-Uni en 1957 et Lord Grand Amiral en 2011. Philip a quatre enfants avec Élisabeth : Charles, Anne, Andrew et Edward. Depuis un décret en conseil datant de 1960, les descendants de Philip et Élisabeth ne portant pas de titres royaux peuvent utiliser le nom de famille Mountbatten-Windsor. Sportif passionné, Philip aide au développement de l'attelage équestre. Il est le président de plus de 800 organisations et le président du Duke of Edinburg’s Award pour les personnes âgées de 14 à 24 ans.
Retiré de la vie publique à partir de 2017, il meurt deux mois avant son centième anniversaire. Il est la personnalité ayant occupé le plus longtemps le rôle de consort du Royaume-Uni, ainsi que le conjoint étant resté le plus longtemps marié à un monarque britannique régnant (plus de 69 ans).

## Jeunesse

### Naissance et famille

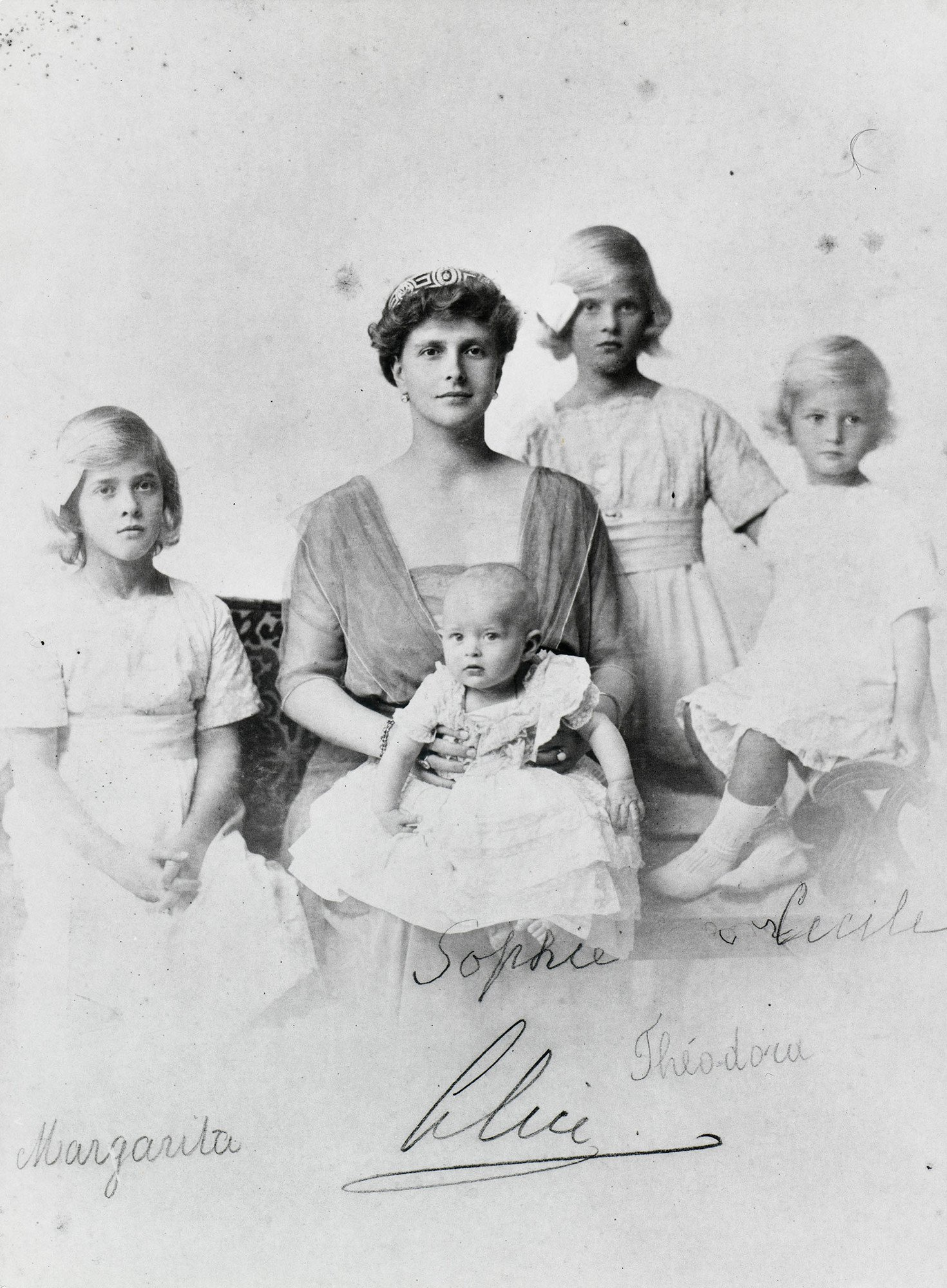
Alice de Battenberg entourée de ses quatre filles (1914).

Le prince Philippe de Grèce et de Danemark naît le 10 juin 1921 au palais de Mon Repos, sur l'île de Corfou, en Grèce. Il est le seul fils et le cinquième enfant du prince André de Grèce et de la princesse Alice de Battenberg, après ses quatre sœurs aînées les princesses Marguerite, Théodora, Cécile et Sophie. En tant que membre de la maison de Schleswig-Holstein-Sonderbourg-Glücksbourg, elle-même branche de la maison d'Oldenbourg, et en sa qualité de descendant en ligne masculine du roi des Hellènes Georges Ier (son grand-père) et du roi de Danemark Christian IX, il est à la fois prince de Grèce et prince de Danemark, membre des familles royales de Grèce et de Danemark. À sa naissance, il fait partie de l'ordre de succession au trône de ces deux royaumes. Cependant, en 1953, la Loi de succession écarte sa branche familiale de l'ordre successoral danois.

### Enfance mouvementée
Trois mois après la naissance de Philippe, son grand-père maternel, Louis Mountbatten (né Louis de Battenberg), marquis de Milford Haven, meurt. Louis était un sujet britannique par naturalisation qui, après une carrière dans la Royal Navy, avait renoncé à ses titres allemands et adopté le nom de famille Mountbatten — une version anglicisée de Battenberg — pendant la Première Guerre mondiale, en raison du sentiment anti-allemand au Royaume-Uni. Après s'être rendus à Londres pour les funérailles de ce dernier, Philippe et sa mère retournent en Grèce, où le prince André était resté pour commander une division de l'armée impliquée dans la guerre gréco-turque (1919-1922).
Cependant, la guerre tourne en défaveur de la Grèce et les Turcs obtiennent des gains territoriaux importants. Le 22 septembre 1922, l'oncle de Philippe, le roi Constantin Ier, est contraint d'abdiquer et le nouveau gouvernement militaire arrête le prince André, ainsi que d'autres personnes. Le 28 novembre 1922, le commandant en chef de l'armée hellénique, le général Geórgios Chatzianéstis, et cinq hommes politiques de haut rang sont exécutés. La vie du prince André est alors considérée comme étant en danger, et Alice est placée sous surveillance. En décembre, un tribunal révolutionnaire bannit à vie le prince André de Grèce et le navire de la marine britannique HMS Calypso évacue sa famille. Le prince Philippe est mis en sécurité dans un lit de camp constitué d'une caisse d'oranges. La famille de Philippe se rend en France et s'installe, en 1927, rue du Mont-Valérien à Saint-Cloud, en banlieue parisienne, dans une maison que leur avait prêtée sa riche tante, la princesse Marie Bonaparte.

### Éducation en France
Jusqu'en 1930, Philip passe son enfance en France, où ses parents sont installés aux côtés de la princesse Marie Bonaparte et de son époux, Georges de Grèce. En 1927, Philip commence sa scolarité à Paris dans une école privée américaine, connue sous le nom de The Elms (Les Ormes, avenue Eugénie à Saint-Cloud, dans l'ancienne maison de Jules Verne), où il est élève demi-pensionnaire en raison du train de vie modeste de ses parents. L'établissement, où l'on pratique des sports tels que le base-ball ou le football, est dirigé par Donald MacJannet, qui décrit Philip comme « un garçon robuste, bruyant… mais toujours remarquablement poli ». Parmi ses camarades d'école, figurent ses cousins Jacques et Anne de Bourbon-Parme, qui a épousé par la suite Michel Ier. Grâce à ce passage dans l'Hexagone, il parle le reste de sa vie couramment le français.
En 1930, Philip est envoyé au Royaume-Uni à la Cheam School, une école préparatoire alors située dans le comté de Surrey. Il vit dès lors, tantôt au palais de Kensington auprès de sa grand-mère maternelle, Victoria de Hesse-Darmstadt, tantôt auprès de son oncle et tuteur, George Mountbatten, au Lynden Manor de Bray, dans le Berkshire. En 1930 et 1931, ses quatre sœurs épousent des aristocrates allemands et s'installent en Allemagne, alors que sa mère est internée durant trois ans (de 1930 à 1933) dans deux cliniques successives après avoir été diagnostiquée schizophrène, et que son père s'installe dans un petit appartement à Monte-Carlo. Philip a peu de contacts avec sa mère pendant le reste de son enfance.

### Adolescence

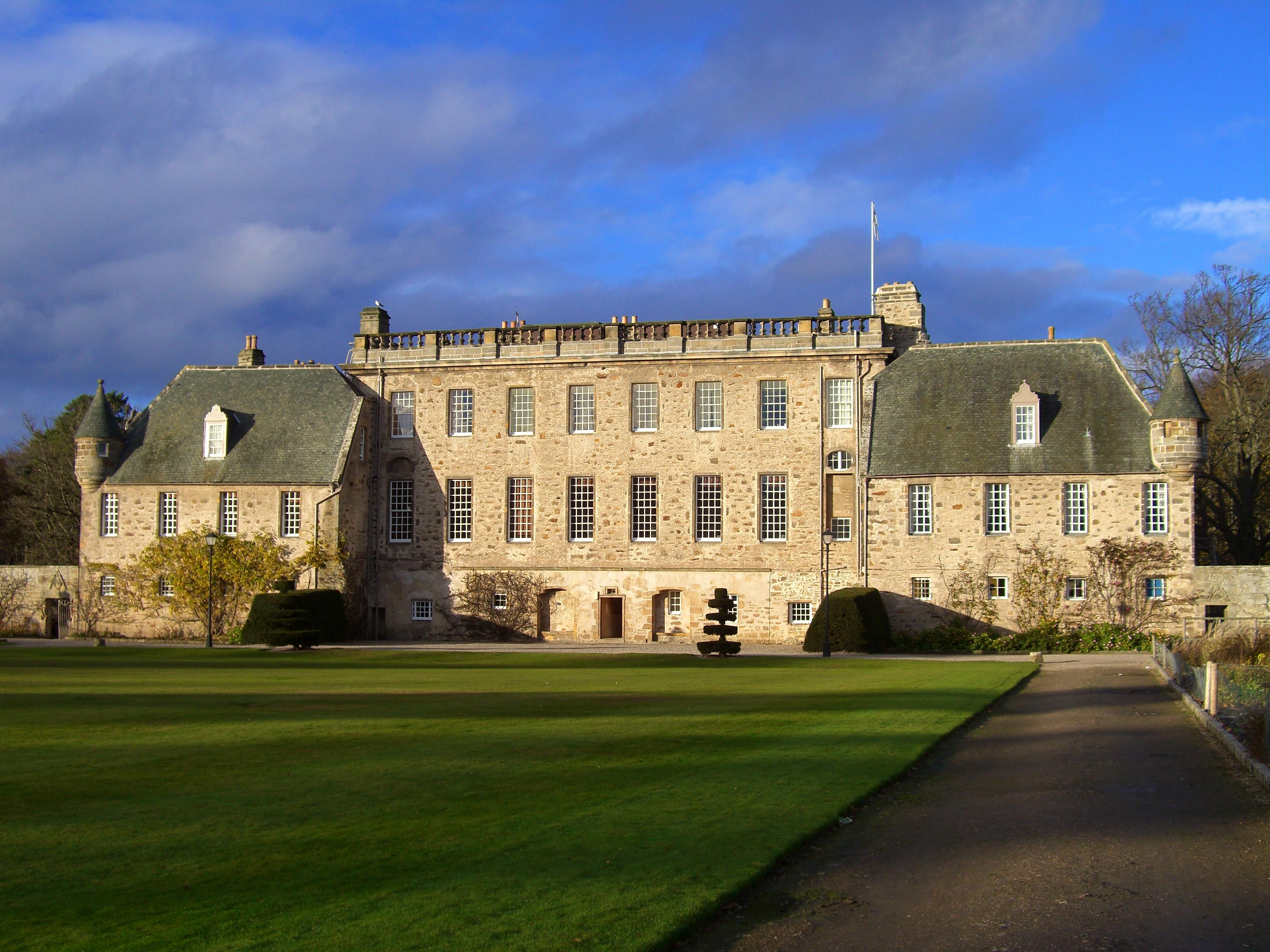
La Gordonstoun School, où Philip est éduqué de 1934 à 1939.

En septembre 1933, Philip est envoyé à la Schule Schloss Salem en Allemagne, ce qui présente « l'avantage d'économiser les frais de scolarité » car l'école est la propriété de la famille de son beau-frère, Berthold de Bade. En raison de la montée du nazisme en Allemagne, le fondateur juif de Salem Kurt Hahn fuit la persécution et fonde la Gordonstoun School en Écosse. Après deux trimestres à Salem, Philip s'installe à l'automne 1934 à Gordonstoun, dont le programme éducatif promeut la maîtrise de soi et l'exercice physique,.
Le 16 novembre 1937, sa sœur Cécile, le mari de celle-ci (Georges-Donatus, grand-duc héritier de Hesse), leurs deux jeunes fils et la mère du grand-duc périssent dans un accident aérien à Ostende ; Philip, qui n'a alors que seize ans, assiste aux funérailles à Darmstadt. L'année suivante, le 8 avril 1938, son oncle et tuteur George Mountbatten, 2e marquis de Milford Haven, meurt d'un cancer des os. C'est désormais à son autre oncle maternel, Louis Mountbatten, que la responsabilité de Philip est confiée.

## Carrière militaire

### Débuts dans la Royal Navy
Après avoir quitté Gordonstoun en mai 1939, le prince Philip rejoint la Royal Navy, où il se distingue l'année suivante au Britannia Royal Naval College de Dartmouth comme le meilleur cadet de sa promotion. Il est nommé aspirant en janvier 1940 et passe quatre mois sur le cuirassé HMS Ramillies qui assure la protection des convois de la Force expéditionnaire australienne dans l'océan Indien, suivi par de plus courts passages sur les navires Kent, Shropshire et à Ceylan (aujourd'hui Sri Lanka).

### Premiers déplacements

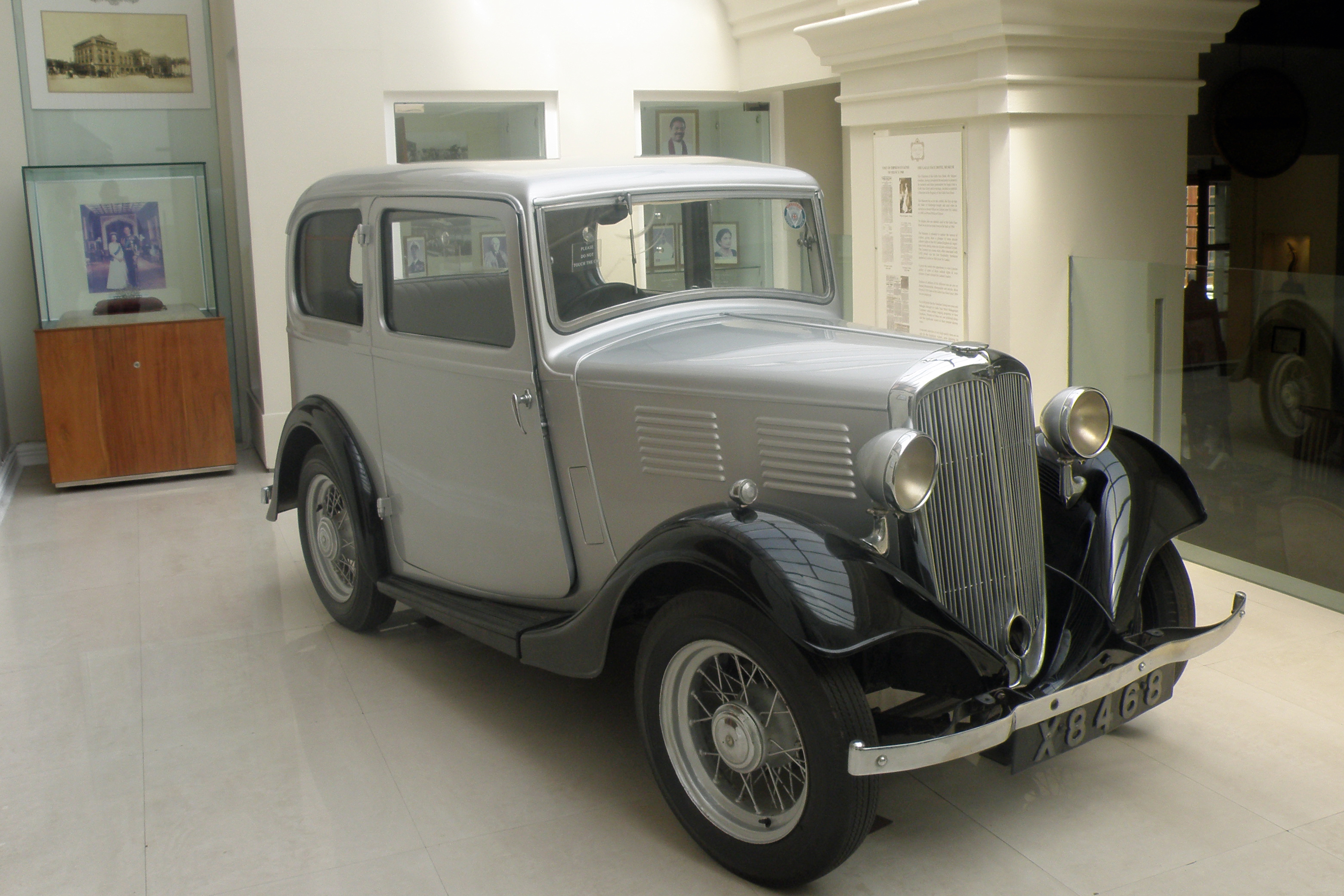
La Standard Nine modèle 1935 du prince, durant son séjour à Ceylan.

Après l'invasion de la Grèce par l'Italie en octobre 1940, il est transféré de l'océan Indien sur le cuirassé HMS Valiant de la flotte de Méditerranée. Parmi d'autres missions, il participe à la bataille de Crète, et est cité pour son comportement pendant la bataille du cap Matapan où il est chargé du contrôle des projecteurs du cuirassé.
Philip reçoit une citation à l'ordre de la Royal Navy le 3 février 1942 ainsi que la croix de guerre française 1939-1945 avec palme. Il reçoit également la croix de guerre grecque de la Vaillance. Il occupe des fonctions moins prestigieuses comme celle de chef de la chaufferie sur le navire de transport RMS Empress of Russia (en).

### Seconde Guerre mondiale

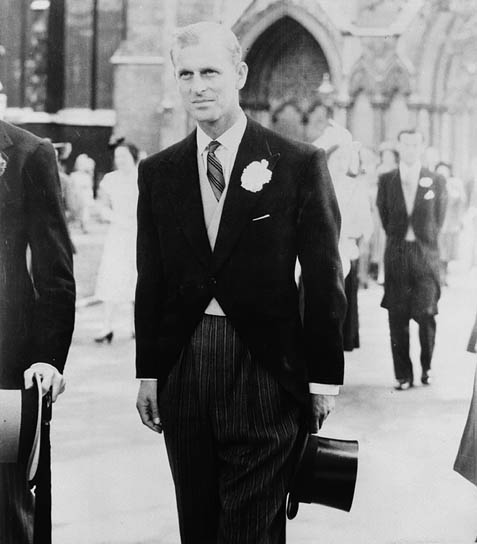
Le prince Philip en 1951.

Philip est promu Sub-Lieutenant (enseigne de vaisseau de 2e classe) après une série de cours à Portsmouth où il termine premier dans quatre des cinq catégories,. En juin 1942, il est affecté sur le destroyer des anciennes classes V et W reclassé escorteur antiaérien, le HMS Wallace, et qui est chargé d'escorter des convois sur la côte est de l'Angleterre, ainsi que pour l'invasion alliée de la Sicile. Il est promu au grade de lieutenant de vaisseau le 16 juillet 1942. En octobre de la même année, à tout juste 21 ans, il est nommé « First lieutenant » (officier en second) du destroyer HMS Wallace devenant ainsi l'un des plus jeunes officiers en second de la Royal Navy. Lors de l'invasion de la Sicile, en juillet 1943, alors qu'il est toujours officier en second du HMS Wallace, il réussit à faire lancer un radeau avec des fumigènes qui distrait suffisamment les bombardiers pour permettre au navire de s'échapper en passant inaperçu. En 1944, il est à nouveau affecté sur un destroyer, mais plus récent, le HMS Whelp de la classe W, qui fait partie de la flotte britannique du Pacifique au sein de la 27e flottille de destroyers. Il est présent dans la baie de Tokyo pour la signature des actes de capitulation du Japon. En janvier 1946, Philip retourne au Royaume-Uni sur le HMS Whelp et est affecté comme instructeur à l'école des officiers mariniers, l'établissement à terre (Stone frigate) HMS Royal Arthur, installé à Corsham, dans le Wiltshire.

### Fin de carrière
Il est promu lieutenant commander (capitaine de corvette) en 1950, puis commander (capitaine de frégate) en 1952 et enfin amiral en 1953.
Il est colonel en chef honoraire de six unités canadiennes : les Cameron Highlanders of Ottawa, les Queen’s Own Cameron Highlanders of Canada, The Royal Canadian Army Cadets, le Royal Canadian Regiment, le Royal Hamilton Light Infantry (Wentworth Regiment) et les Seaforth Highlanders of Canada. Il est président d’honneur de l’Association des Officiers de la Marine du Canada et de la Royal Canadian Regiment Association, et commodore d’honneur de la Royal Canadian Naval Sailing Association.
À l’occasion de son 90e anniversaire, en 2011, il est nommé « Lord-grand-amiral » de la Marine royale, amiral d’honneur du Commandement maritime (aujourd’hui la Marine royale canadienne), général du Commandement de la Force terrestre (aujourd’hui l’Armée canadienne) et du Commandement aérien (aujourd’hui l’Aviation royale canadienne).

### Mariage avec la princesse Élisabeth

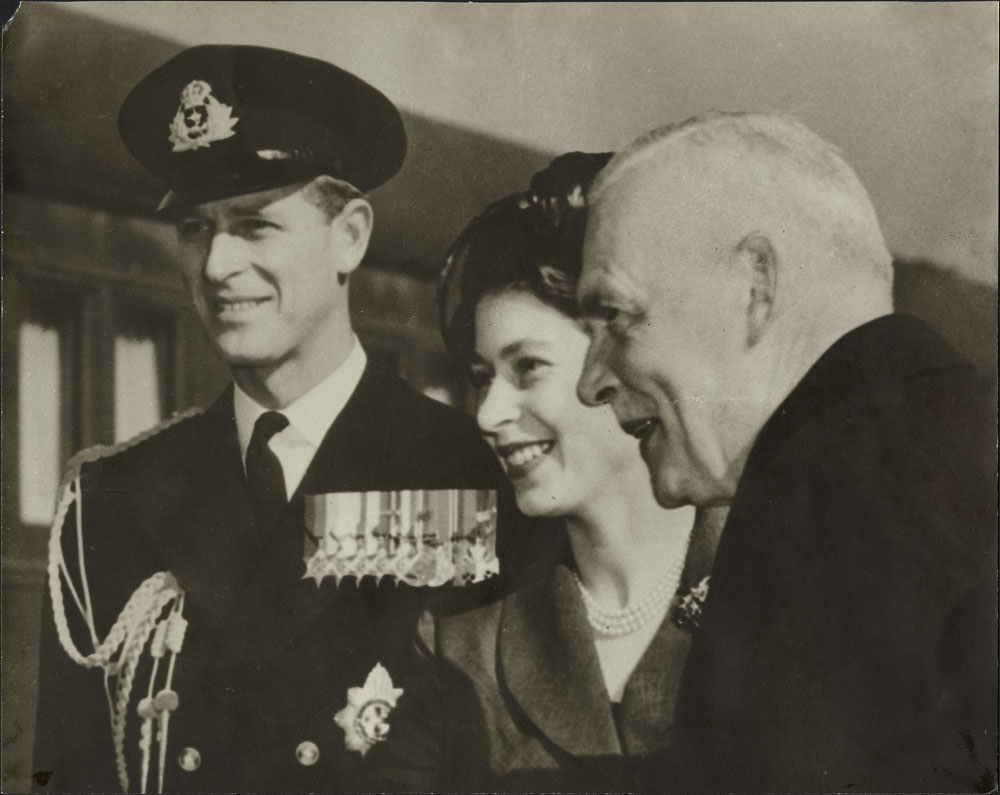
Le prince Philip, Élisabeth II et Louis St-Laurent (1951).

Le 22 juillet 1939, le roi George VI et la reine Elizabeth visitent le Britannia Royal Naval College à Dartmouth. Pendant cette visite, la reine et Lord Mountbatten demandent à Philip d'accompagner les deux filles du couple royal, Élisabeth et Margaret, ses cousines au 8e degré par la reine Victoria, et au 7e par le roi Christian IX. Finalement, au cours de l'été 1946, Philip demande au roi la main de sa fille. Le roi accepte sa demande, mais ne veut fournir aucun engagement formel jusqu'au vingt-et-unième anniversaire d'Élisabeth, au mois d'avril suivant. Dans l'intervalle, Philip renonce à ses titres royaux grec et danois ainsi qu'à son allégeance à la couronne grecque, se convertit de l'orthodoxie grecque à l'anglicanisme et devient sujet britannique par naturalisation, tout ceci étant achevé le 18 mars 1947. Philip Mountbatten prend le nom de famille de sa mère. Les fiançailles sont annoncées au public le 10 juillet 1947. La veille de son mariage, le roi George VI décerne à Philip le prédicat d'altesse royale et le matin du mariage, le 20 novembre 1947, il est fait duc d'Édimbourg, comte de Merioneth et baron Greenwich.

La reine Victoria est l'arrière-arrière-grand-mère de la reine Élisabeth II (en rouge : ligne de descendance des monarques britanniques) et du prince Philip (en vert : ligne de descendance de Philip).

Philip et Élisabeth se marient à l'abbaye de Westminster. La cérémonie est enregistrée et diffusée par la BBC à 200 millions de personnes du monde entier. Cependant, dans l'Angleterre d'après-guerre, il n'est pas acceptable que des relations allemandes du duc d'Édimbourg soient invitées au mariage, y compris ses trois sœurs survivantes, qui ont toutes épousé des princes allemands, certains d'entre eux avec des connexions nazies. Après leur mariage, le duc et la duchesse d’Édimbourg élisent domicile à Clarence House. Leurs deux premiers enfants y naissant : le prince Charles en 1948 et la princesse Anne en 1950.
Philip tient à poursuivre sa carrière dans la marine, bien conscient que le futur rôle de son épouse en tant que reine finirait par éclipser ses ambitions. Néanmoins, Philip retourne dans la marine après son voyage de noces, d'abord dans un emploi de bureau à l'amirauté et, plus tard, dans la direction du Old Royal Naval College à Greenwich. En 1949, il est en poste à Malte, après avoir été nommé premier lieutenant du destroyer HMS Chequers, le navire amiral de la 1re flottille de destroyers de la flotte méditerranéenne. En juillet 1950, il est promu au grade de capitaine de corvette et commande la frégate HMS Magpie. Il est nommé commandant en 1952 du HMS Chequers, mais sa carrière active navale s'était terminée en juillet 1951,.

## Prince consort du Royaume-Uni

### Accession de son épouse au trône

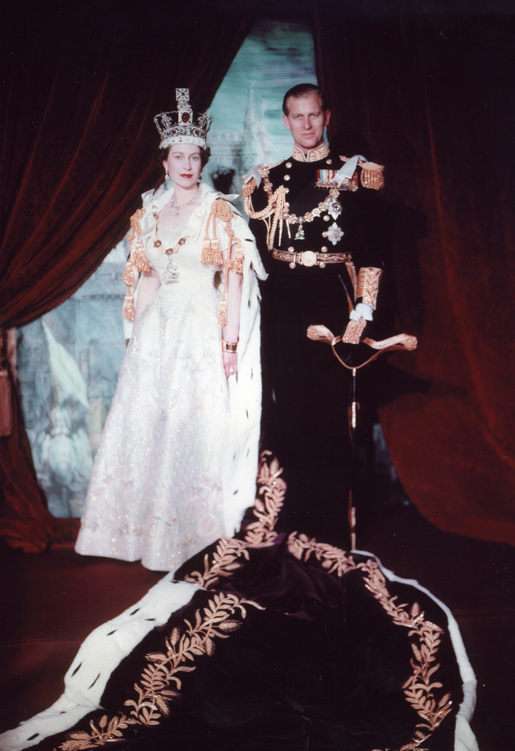
Le prince Philip avec la reine Élisabeth II en 1953.

Lors de l'accession de son épouse au trône, le 6 février 1952, il devient prince du Royaume-Uni et n'a plus de nom de famille. À partir de ce moment, il est considéré comme prince consort et cela bien qu'il n'ait jamais reçu le titre. Il renonce à sa carrière militaire pour devenir conseiller personnel de la reine. Il est nommé en 1953, à titre honorifique, amiral de la Royal Navy, Marshal of the Royal Air Force et maréchal britannique. Il est fait prince du Royaume-Uni de Grande-Bretagne et d'Irlande du Nord par sa femme le 22 février 1957. Le couple a quatre enfants :
- Charles III, roi du Royaume-Uni, né le 14 novembre 1948 ;
- Anne, princesse royale, née le 15 août 1950 ;
- Andrew, duc d'York, né le 19 février 1960 ;
- Edward, duc d'Édimbourg, né le 10 mars 1964.

### Question du nom de la maison royale

Monogramme royal du prince Philip.

L’accession au trône de la princesse Élisabeth pose la question du nom de la maison royale. L’oncle du prince Philip, Louis Mountbatten, plaide pour le nom de « maison de Mountbatten », puisqu'Élisabeth a effectivement adopté le dernier nom de Philip lors de leur mariage. Cependant, la reine Mary est hostile à cette proposition en raison du caractère morganatique de la maison de Battenberg dont sont issus les Mountbatten. C’est sur son conseil que le Premier ministre Winston Churchill intercède auprès de la reine pour que la maison royale demeure désignée sous le nom de « maison Windsor ». Le duc d'Édimbourg déplore alors être le seul homme du pays à ne pas pouvoir transmettre son nom à ses enfants.
C’est seulement en 1960, après le décès de la reine Mary (24 mars 1953) et la démission de Churchill (6 avril 1955), qu'un décret du conseil précise que tous les descendants en ligne masculine de Philip et donc Élisabeth II ne portant pas le prédicat d’altesse royale prendront le nom de Mountbatten-Windsor (deux de ses petits-enfants, Peter et Zara Phillips, portent le nom de famille de leur père, car la famille royale britannique est leur famille maternelle). Après son accession au trône, la reine précise qu’en toute occasion, hormis au parlement, le duc d'Édimbourg jouira de la préséance sur les autres membres de la famille royale y compris sur son fils le prince de Galles.

### Activités et parrainage d'associations

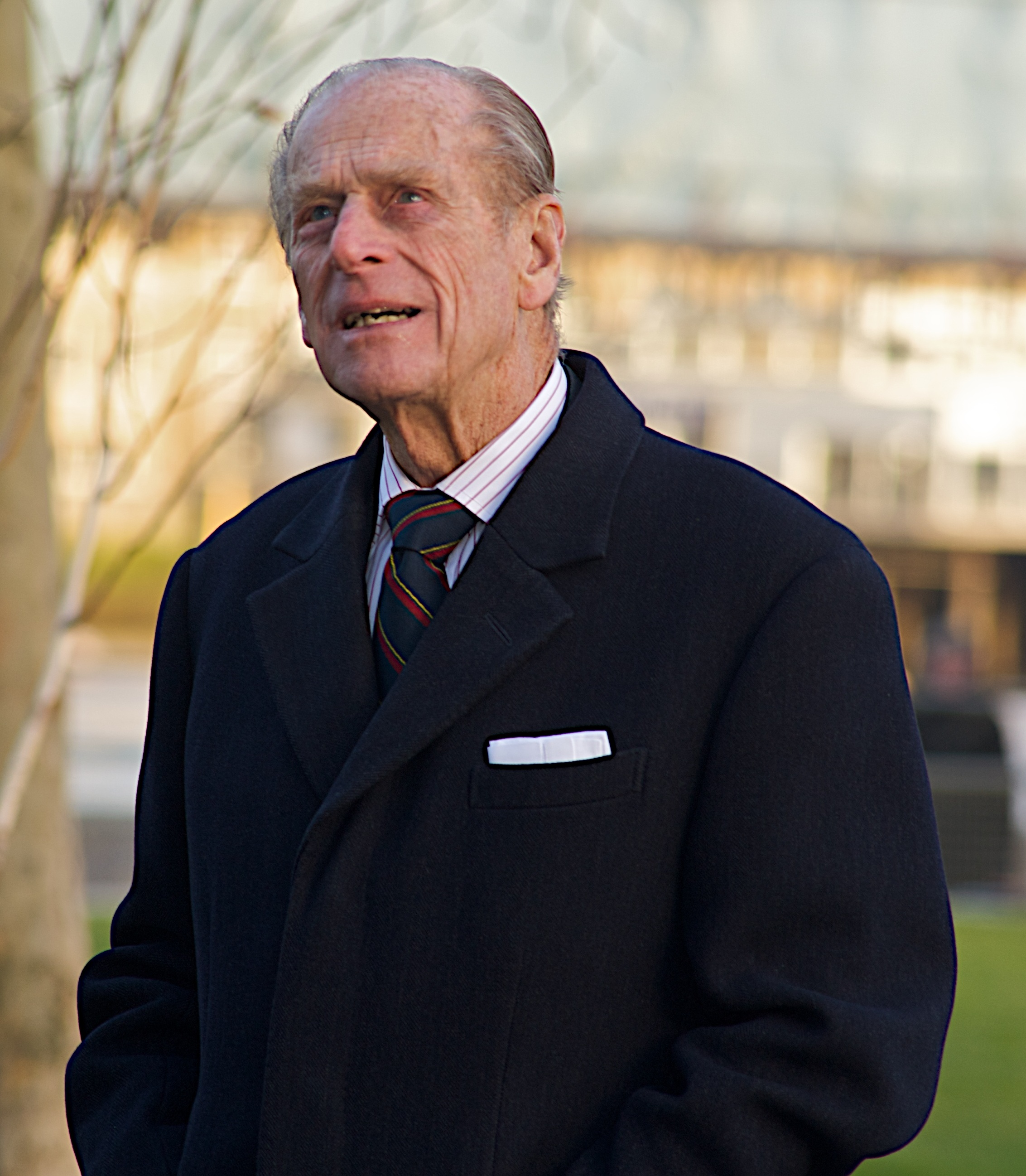
Le prince Philip en 2008.

Grand amateur de polo, Philip crée le 25 janvier 1955 le Household Brigade Polo Club devenu en 1969 le Guards Polo Club. De 1964 à 1986, il est président de la Fédération équestre internationale.
Entre 1960 et 1977, le prince Philip préside la Société zoologique de Londres qui le distingue comme membre honoraire en 1977.
De 1955 à 1957, Philip est président de la Fédération anglaise de football et sert également durant deux mandats au Marylebone Cricket Club,. Entre 1959 et 1965, il est président de la British Academy of Film and Television Arts (BAFTA).
Il est le fondateur et premier président du WWF-Royaume-Uni de 1961 à 1982, puis président du Fonds mondial pour la nature (WWF) international de 1981 à 1996. À ce poste, il fonde en 1995 l'Alliance des religions et de la conservation.
En octobre 1994, le prince Philip est le premier membre de la famille royale à se rendre en Israël. Il prend part à une cérémonie organisée à Yad Vashem en l’honneur de sa mère, la princesse Alice de Battenberg, reconnue comme « Juste parmi les Nations » pour avoir hébergé une famille juive dans sa résidence d'Athènes durant l'occupation nazie de la Grèce.

### Devoirs et engagements officiels

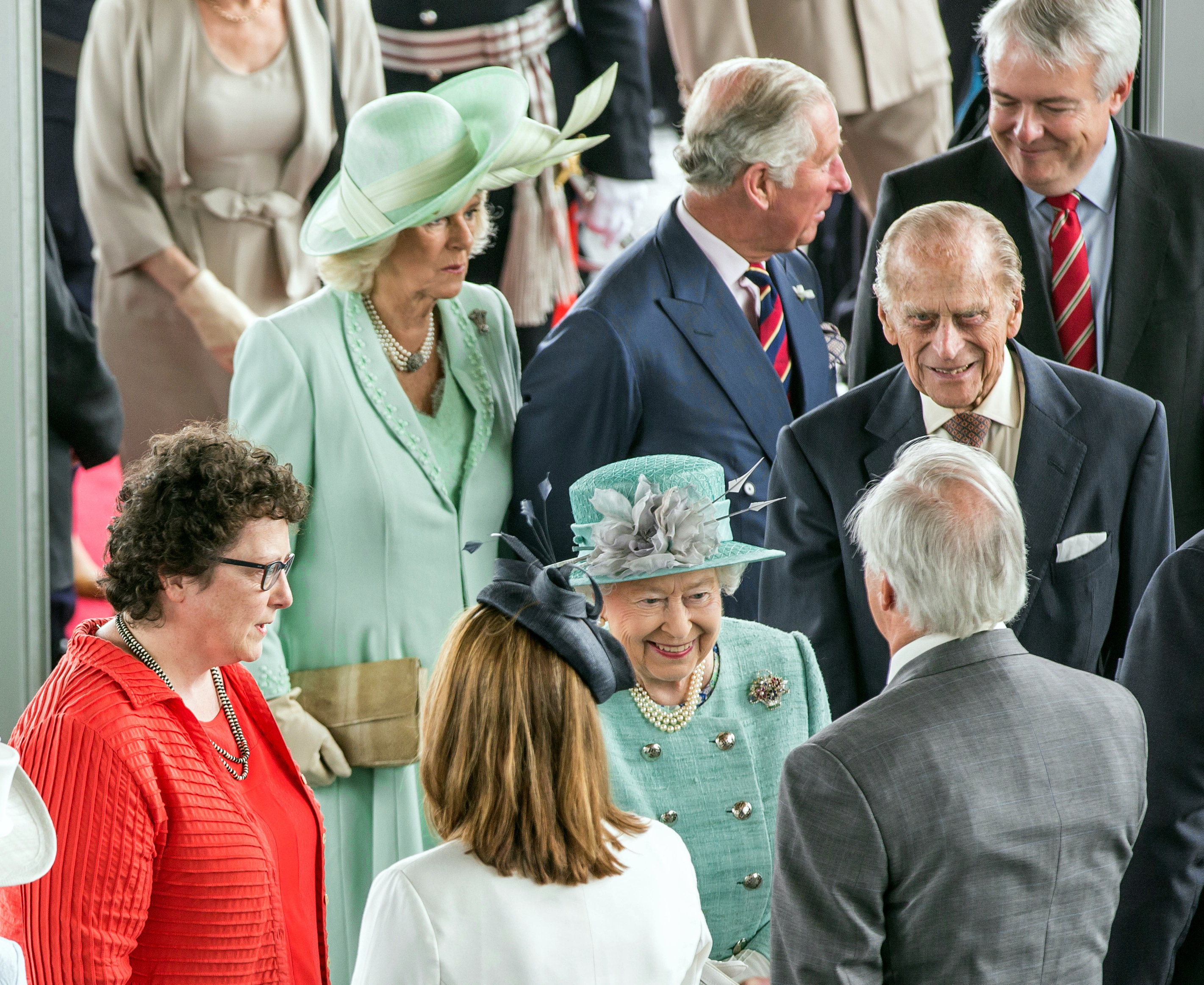
Philip Mountbatten et la reine lors de l'ouverture du Parlement gallois à Cardiff, au Pays de Galles, en 2016.

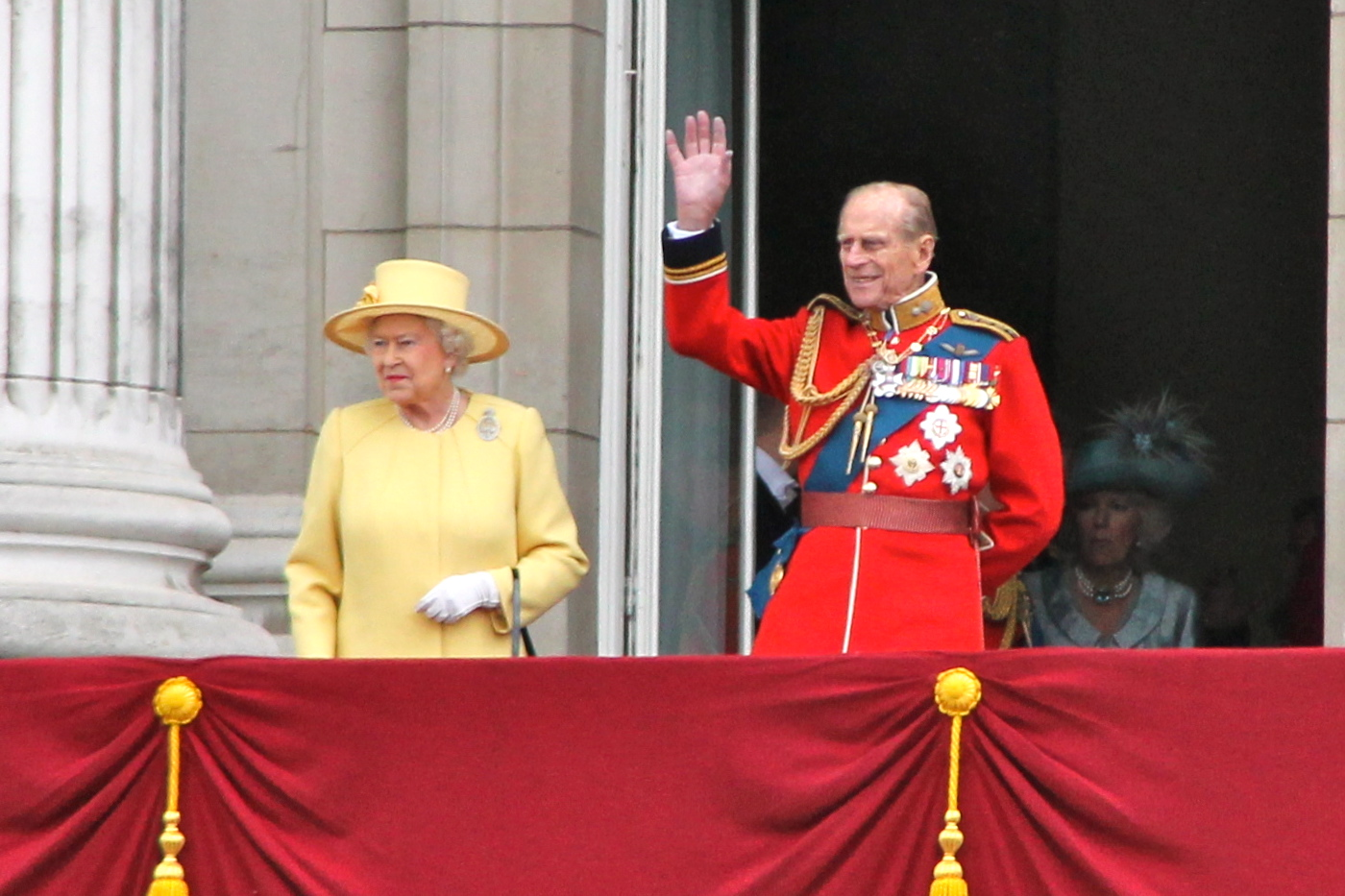
Le prince Philip avec la reine lors de son jubilé au balcon du palais de Buckingham, en juin 2012.

En tant que prince consort, Philip assiste son épouse dans ses devoirs de souveraine en l’accompagnant à de nombreux dîners et cérémonies comme celle de l’ouverture du Parlement. Au total, il a participé à plus de 22 000 engagements au service de la Couronne et prononcé plus de 5 500 discours.
En 1981, le prince Philip intercède auprès de son fils Charles pour qu’il se fiance ou rompe avec Lady Diana Spencer. Face aux injonctions de son père, Charles fait publier les bans puis se marie six mois plus tard avec Diana. En 1992, les déboires conjugaux de Charles et Diana contraignent la reine et le duc d’Édimbourg à tenter de les réconcilier, sans succès. Philip écrit son étonnement à Diana concernant l’aventure extra-conjugale de Charles avec Camilla Parker Bowles. Le couple divorce malgré les efforts du couple royal.
Atteint d’une infection de la vessie, il est hospitalisé, le 4 juin 2012, pendant les festivités du jubilé de diamant d'Élisabeth II, puis le 16 août 2012, à la suite d’une rechute.

### Retrait de la vie publique

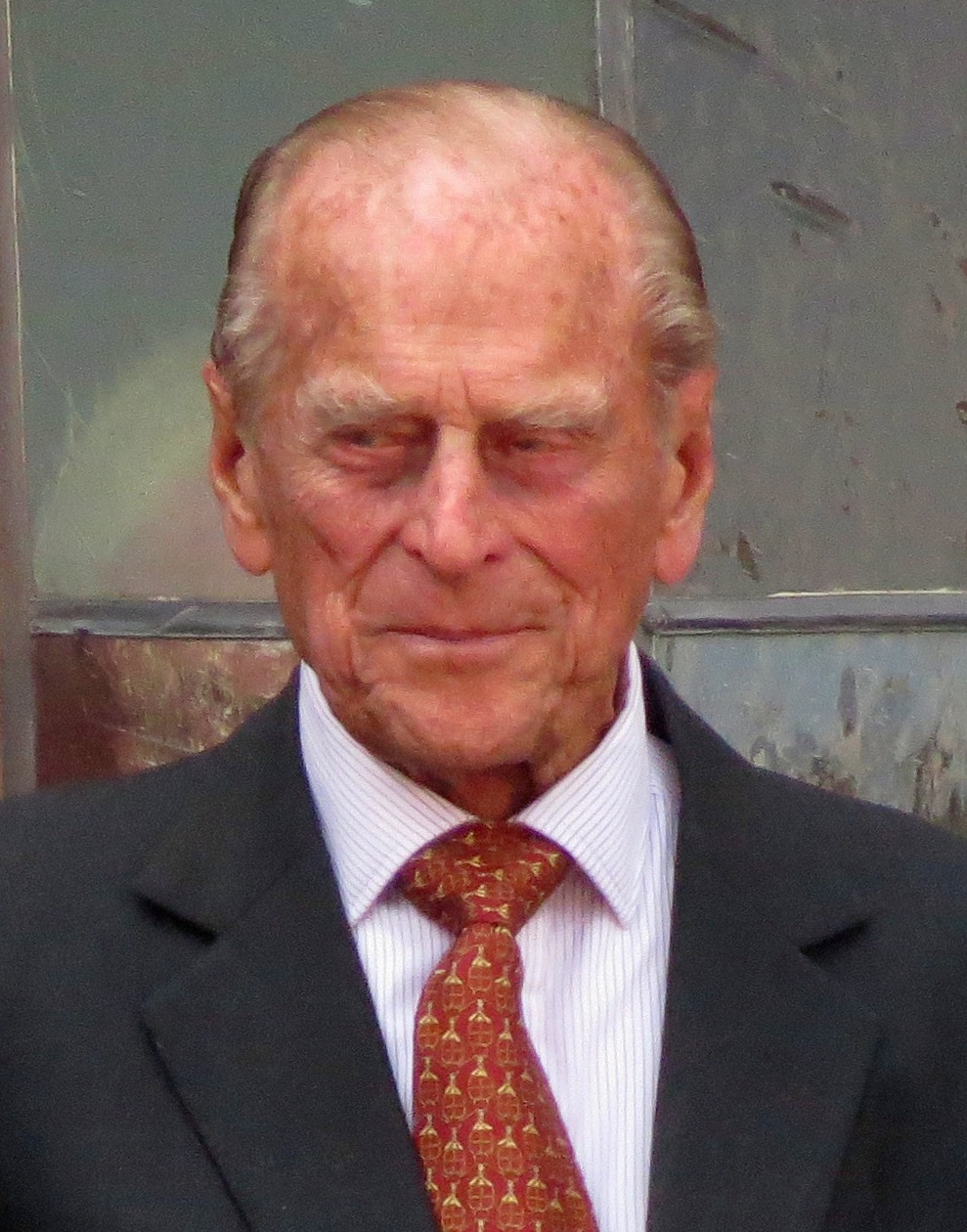
Le prince Philip en 2015.

Le 4 mai 2017, Buckingham Palace annonce par communiqué que « Son Altesse Royale le duc d’Édimbourg a décidé de ne plus honorer d’engagements publics à partir de l’automne » et de se retirer de la vie publique. Il assure son dernier engagement public le 2 août 2017. Il n'a après cette date fait que trois exceptions en assistant aux noces de trois de ses petits-enfants (le mariage du prince Harry et de Meghan Markle le 19 mai 2018, le mariage de la princesse Eugenie et de Jack Brooksbank le 12 octobre 2018, et le mariage de la princesse Beatrice et d'Edoardo Mapelli Mozzi le 17 juillet 2020).

## Dernières années

### Accident de voiture à Sandringham
Il est impliqué dans un accident de voiture le 17 janvier 2019, alors qu'il se garait sur une route près du domaine de Sandringham, où il vit reclus. Un communiqué officiel déclare qu'il n'est pas blessé. Le conducteur et un passager de l'autre voiture sont emmenés à l'hôpital. Philip se rend néanmoins à l'hôpital le lendemain matin par mesure de précaution. Après avoir présenté ses excuses, il rend volontairement son permis de conduire trois semaines plus tard. Le 14 février, le Crown Prosecution Service annonce que poursuivre Philip ne serait pas « dans l'intérêt du public ». Le duc est néanmoins toujours autorisé à conduire dans des domaines privés.

### Dégradation de son état de santé

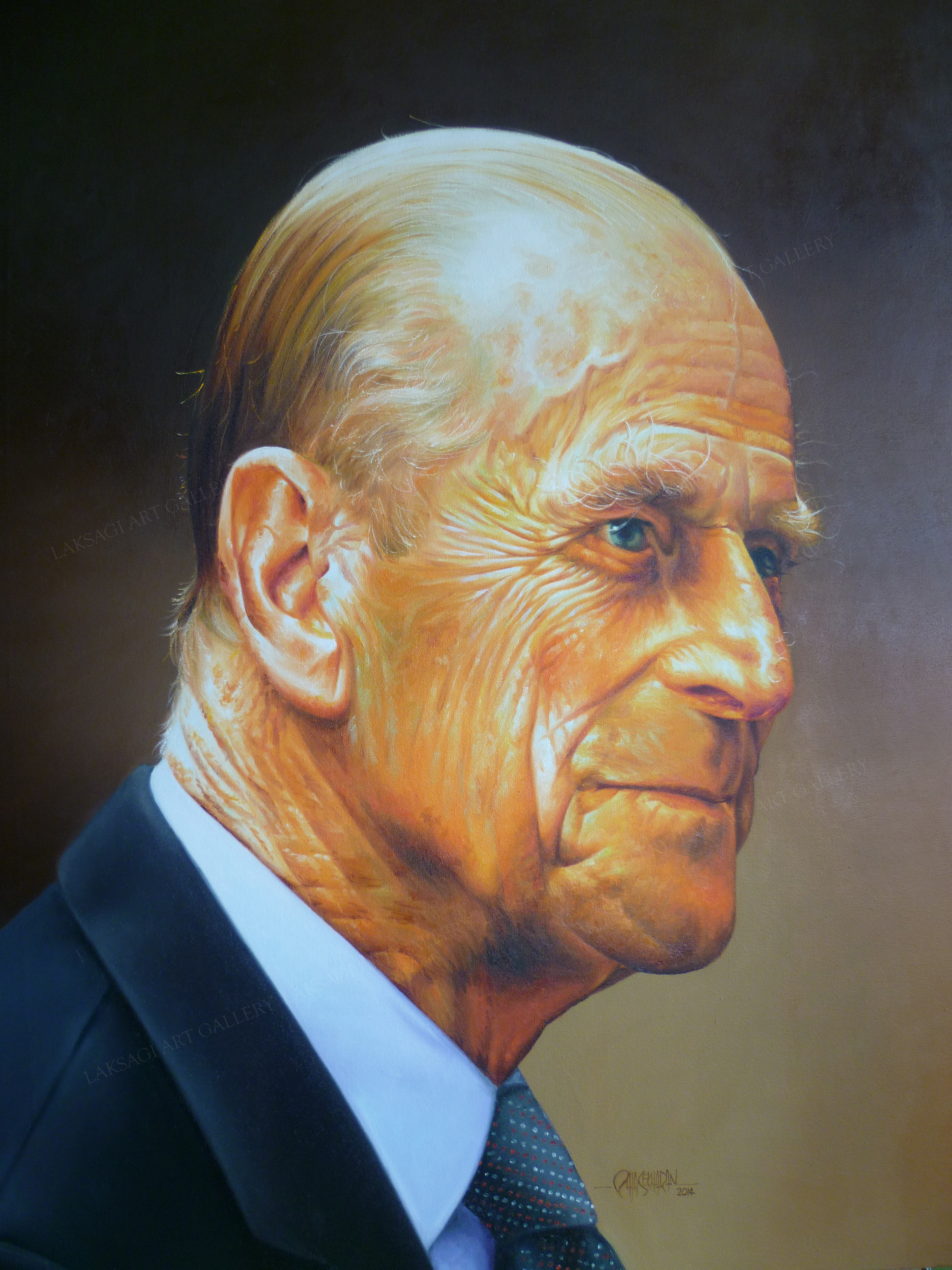
Portrait du prince Philip.

Le 3 avril 2018, le prince Philip est admis à l'hôpital King Edward VII (en) pour une opération de la hanche, qui a lieu le lendemain. Il quitte l'hôpital le 13 avril suivant.
Du 20 au 24 décembre 2019, Philip séjourne de nouveau à l'hôpital King Edward VII, où il est soigné pour une « condition préexistante », lors d'une visite décrite par le palais de Buckingham comme étant une « mesure de précaution ». Le duc n'avait pas été vu en public depuis qu'il avait assisté au mariage de Lady Gabriella Kingston en mai 2019. Une photo de Philip avec la reine, alors qu'ils sont isolés au château de Windsor en raison de la pandémie de Covid-19, est publiée lors de son 99e anniversaire, en juin 2020 ; il devient alors le troisième membre de la famille royale britannique à la plus grande longévité, après la princesse Alice, duchesse de Gloucester (morte en 2004 à l'âge de 102 ans) et Elizabeth Bowes-Lyon, la reine mère (morte en 2002 à l'âge de 101 ans).
Le 16 février 2021, il est de nouveau hospitalisé « par précaution » à l'hôpital King Edward VII de Londres. La famille royale précise par communiqué que le prince « a été admis à l'hôpital après s'être senti indisposé et doit rester quelques jours en observation », avant d'annoncer que le duc d'Édimbourg est traité pour une infection. Le 1er mars 2021, il est transféré au St Bartholomew's Hospital, un autre hôpital londonien, afin d'y subir des examens cardiaques. Le 3 mars, le prince Philip est opéré du cœur. Il est de nouveau transféré à l'hôpital King Edward VII deux jours plus tard. Le duc d'Édimbourg quitte finalement l'hôpital le 16 mars 2021.

### Mort, réactions et hommages

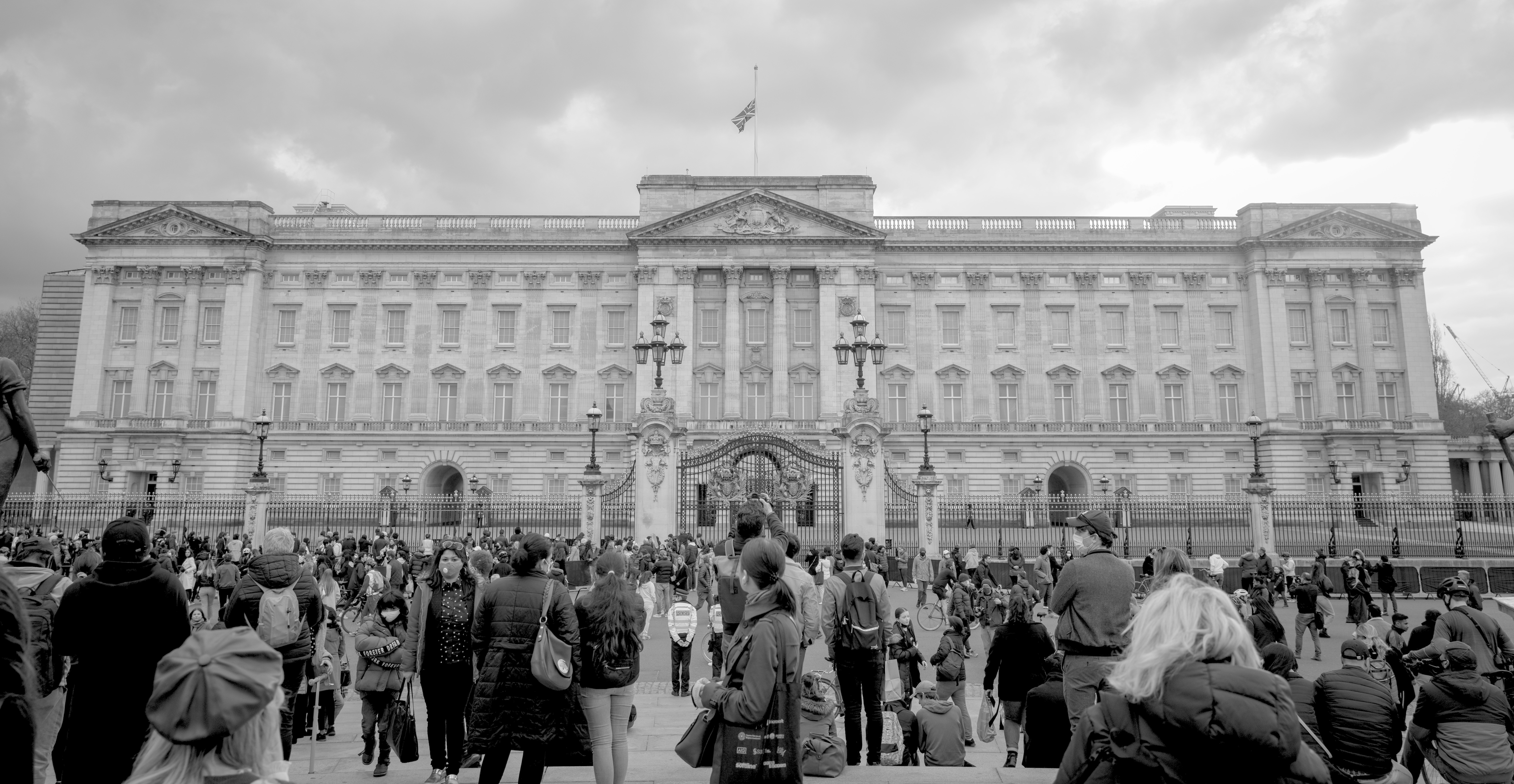
Des Britanniques se rassemblant devant Buckingham à l'annonce de la mort du prince Philip, le 9 avril 2021.

Philip Mountbatten meurt le 9 avril 2021 au château de Windsor, à l'âge de 99 ans,. La nouvelle est annoncée aux médias à midi, par un communiqué publié par le palais qui déclare : « C'est avec une profonde tristesse que Sa Majesté la reine annonce la mort de son époux bien-aimé, Son Altesse Royale le prince Philip, duc d'Édimbourg. Son Altesse Royale est décédée paisiblement ce matin, au château de Windsor ». Sur la BBC, les programmes sont interrompus, une image du prince en noir et blanc est affichée, et l'hymne national est joué. L'annonce de sa mort provoque une vive émotion au Royaume-Uni et dans le monde entier ; de nombreuses personnalités politiques lui rendent hommage et les drapeaux sont mis en berne. Le Premier ministre britannique Boris Johnson déclare que « la nation et le royaume offrent leurs remerciements pour la vie et le travail extraordinaires du prince Philip, duc d’Édimbourg ». En Écosse, Nicola Sturgeon se dit « attristée » et souligne « les liens profonds et durables » qu'elle a entretenus avec le prince Philip. Arlene Foster, Premier ministre d'Irlande du Nord, rappelle que « le prince était largement respecté pour service actif et dévoué à son pays ainsi que pour son soutien inébranlable à Sa Majesté la reine pendant son règne ». David Cameron déclare que le prince Philip est un « homme qui a dédié sa vie à son pays », et que « ce fut un honneur et un privilège de servir aux côtés du duc d'Édimbourg », qui « a laissé un incroyable héritage, et soutenu de nombreuses associations et institutions aux nobles causes ».
La famille royale de Belgique écrit : « C’est avec une grande tristesse que nous avons appris le décès de Son Altesse Royale le Prince Philip, Duc d'Édimbourg. Nous présentons nos plus sincères condoléances à Sa Majesté la Reine et à la Famille royale britannique ainsi qu’au peuple du Royaume-Uni ». Justin Trudeau, Premier ministre du Canada, salue « un homme de conviction et de principes, animé par son sens du devoir envers les autres ». Le Premier ministre indien Narendra Modi rend hommage à la carrière militaire du Prince : « Mes pensées vont au peuple britannique et à la famille royale. Il a eu une carrière remarquable dans l’armée et était au premier plan dans beaucoup d’initiatives sociales. Qu’il repose en paix ».
Le lendemain de sa mort, 41 coups de canon sont tirés à Londres depuis Hyde Park, ainsi que dans toutes les capitales britanniques et dans les 54 autres États membres du Commonwealth, saluant ainsi la disparition du duc d'Édimbourg.

### Funérailles et inhumation
La mort de Philip Mountbatten entraîne le début de l’opération Forth Bridge, une période de deuil national de huit jours avant l'organisation de ses obsèques, qui ne sont pas nationales conformément à la volonté du duc d'Édimbourg mais militaires, et qui se tiennent le 17 avril 2021 en la chapelle Saint-Georges du château de Windsor. Sur une Land Rover Defender réaménagée pour l'occasion, le cercueil du duc d'Édimbourg, surmonté de sa casquette militaire, de son épée et d'un bouquet de fleurs blanches, quitte les appartements d'État du château de Windsor en début d'après-midi, pour être conduit vers la chapelle du château lors d'une procession de huit minutes, suivi à pied par le prince de Galles, la princesse royale, le duc d'York, le comte de Wessex, le duc de Cambridge, le duc de Sussex et d'autres membres de la famille royale, la reine Élisabeth suivant le cortège en voiture. L'image de la reine, seule, assise face au cercueil de celui qui fut son époux pendant plus de sept décennies, est largement reprise par les médias du monde entier. Au terme de la cérémonie religieuse, marquée par une forte connotation militaire, Philip Mountbatten est inhumé provisoirement dans le Royal Vault, un caveau situé sous la chapelle Saint-Georges, et où reposèrent jadis les rois George IV et Guillaume IV.
Après la mort de la reine, advenue le 8 septembre 2022 et ses funérailles onze jours plus tard, le cercueil du prince Philip est déplacé et les époux, de nouveau réunis, sont définitivement inhumés ensemble dans la chapelle du mémorial du roi George VI, où ils reposent aux côtés du père de la reine, de la reine-mère Elizabeth et de la princesse Margaret,.

### Testament
Conformément à la pratique voulant que, après la mort d'un membre important de la famille royale britannique, ses dernières volontés soient tenues secrètes, le testament du prince Philip est scellé pour 90 ans. En janvier 2022, le journal The Guardian conteste l'exclusion des médias de l'audience ayant abouti à cette décision.

## Dans la culture populaire

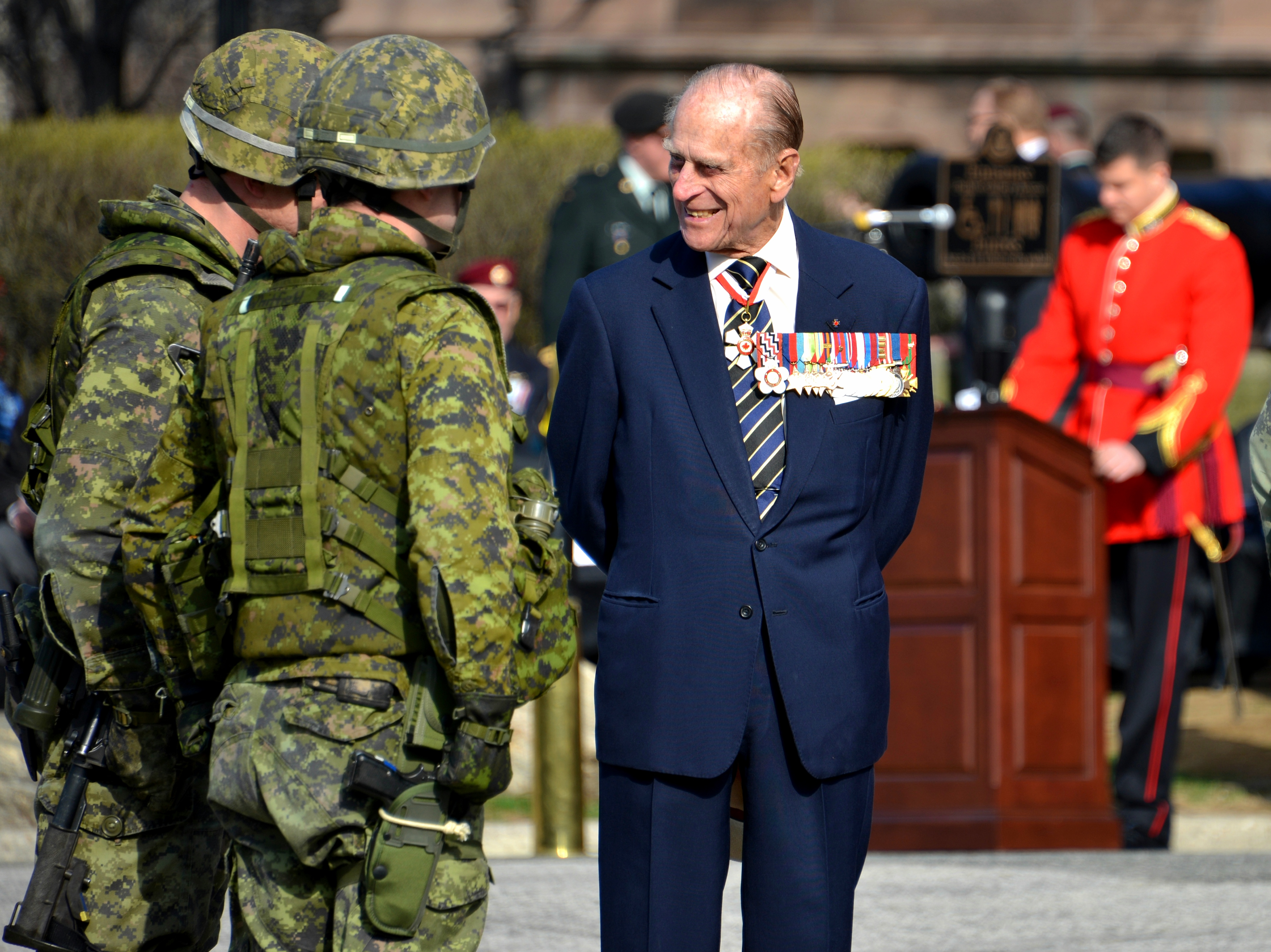
Le prince Philip en 2013.

### Culte
Pour quelques centaines de villageois du sud-ouest de l'île de Tanna, au Vanuatu, qui pratiquent une dérivation locale du culte de John Frum, le prince Philip est une divinité apparentée aux esprits du volcan Yasur,.

### Cinéma
Dans le film The Queen de Stephen Frears, sorti en 2006, le prince est interprété par l'acteur américain James Cromwell.
Il est l'un des personnages du film d'animation Royal Corgi (2019).

### Télévision
Dans la série télévisée The Crown, diffusée sur Netflix depuis 2016, son rôle est interprété par Matt Smith pendant les deux premières saisons, ainsi que par Finn Elliot pour les scènes marquant l'enfance du prince. Le rôle est ensuite repris par Tobias Menzies durant la troisième et quatrième saison. C'est l'acteur Jonathan Pryce qui reprend le rôle du mari de la reine Élisabeth, campée par Imelda Staunton, pour les cinquième et sixième saisons de la série.
L'émission Secrets d'Histoire sur France 3 du 10 février 2020, intitulée Le Prince Philip au service de Sa Majesté, lui est consacrée.

### Postérité
Le 10 juin 2021, jour où le prince Philip aurait dû célébrer son 100e anniversaire, son épouse, la reine Élisabeth II, plante dans les jardins du château de Windsor une rose qui lui a été offerte, nommée « Rose du duc d'Édimbourg ». La fleur, conçue par la Royal Horticultural Society, est plantée dans un endroit du jardin que le prince Philip avait lui-même aidé à restructurer.

## Titres et honneurs

### Titulature complète

L'étendard du prince Philip, duc d'Édimbourg.

Philip a porté des titres de plusieurs natures. Né prince de Grèce et de Danemark, il renonce à ses titres et prédicats royaux juste avant son mariage avec la princesse Élisabeth puis est créé duc d'Édimbourg. Il obtient le titre de prince du Royaume-Uni en 1957 par lettres patentes de son épouse. Quand on s'adresse à lui, on l'appelle « monseigneur » (en anglais, on emploie le mot Sir).
Ses titres furent successivement :
- Son Altesse Royale le prince Philippe de Grèce et de Danemark (1921-1947) ;
- Sir[32] Philip Mountbatten (1947) ;
- Son Altesse Royale le duc d'Édimbourg (1947-1957) ;
- Son Altesse Royale le prince Philip, duc d'Édimbourg (1957-2021).

Sa titulature complète est : Son Altesse Royale le prince Philip, duc d'Édimbourg, comte de Merioneth et baron Greenwich, KG (chevalier de la Jarretière), KT (chevalier du Chardon), OM (ordre du Mérite), GBE (chevalier grand-croix de l'ordre de l'Empire britannique), AK (chevalier de l'ordre d'Australie), QSO (compagnon de l'ordre du Service de la Reine), PC (Conseil privé de la Reine).

### Décorations britanniques

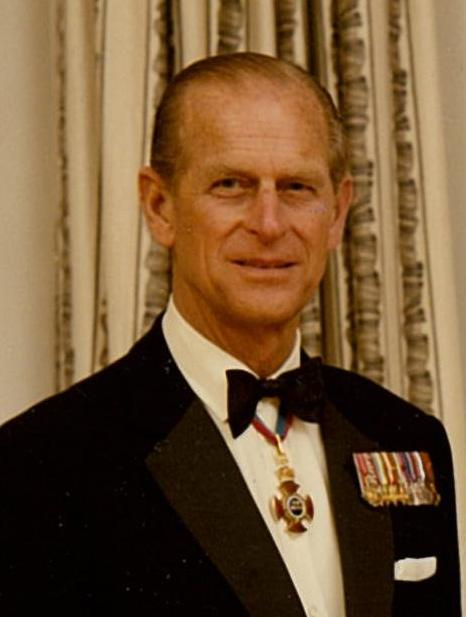
Le prince Philip en 1985.

Le prince Philip fut souvent décoré du fait de sa position et aussi en raison de ses exploits militaires. Il choisit plusieurs d'entre elles qui furent exposées durant ses obsèques à la chapelle Saint-Georges.
- Chevalier grand-croix de l'ordre de l'Empire britannique
- Grand-croix de l'ordre royal de Victoria
- Royal Victorian Chain
- Chevalier de l'ordre du Chardon
- Chevalier de l'ordre de la Jarretière
- Naval Long Service and Good Conduct Medal (en)
- 1939-45 Star
- Ailes de la Royal Air Force
- Atlantic Star (en)
- Médaille de l'ordre du Mérite du Commonwealth
- Médaille du couronnement de George VI (en)
- Médaille du couronnement d'Élisabeth II
- Médaille du jubilé d'or d'Élisabeth II
- Médaille du jubilé de diamant d'Élisabeth II

### Honneurs étrangers

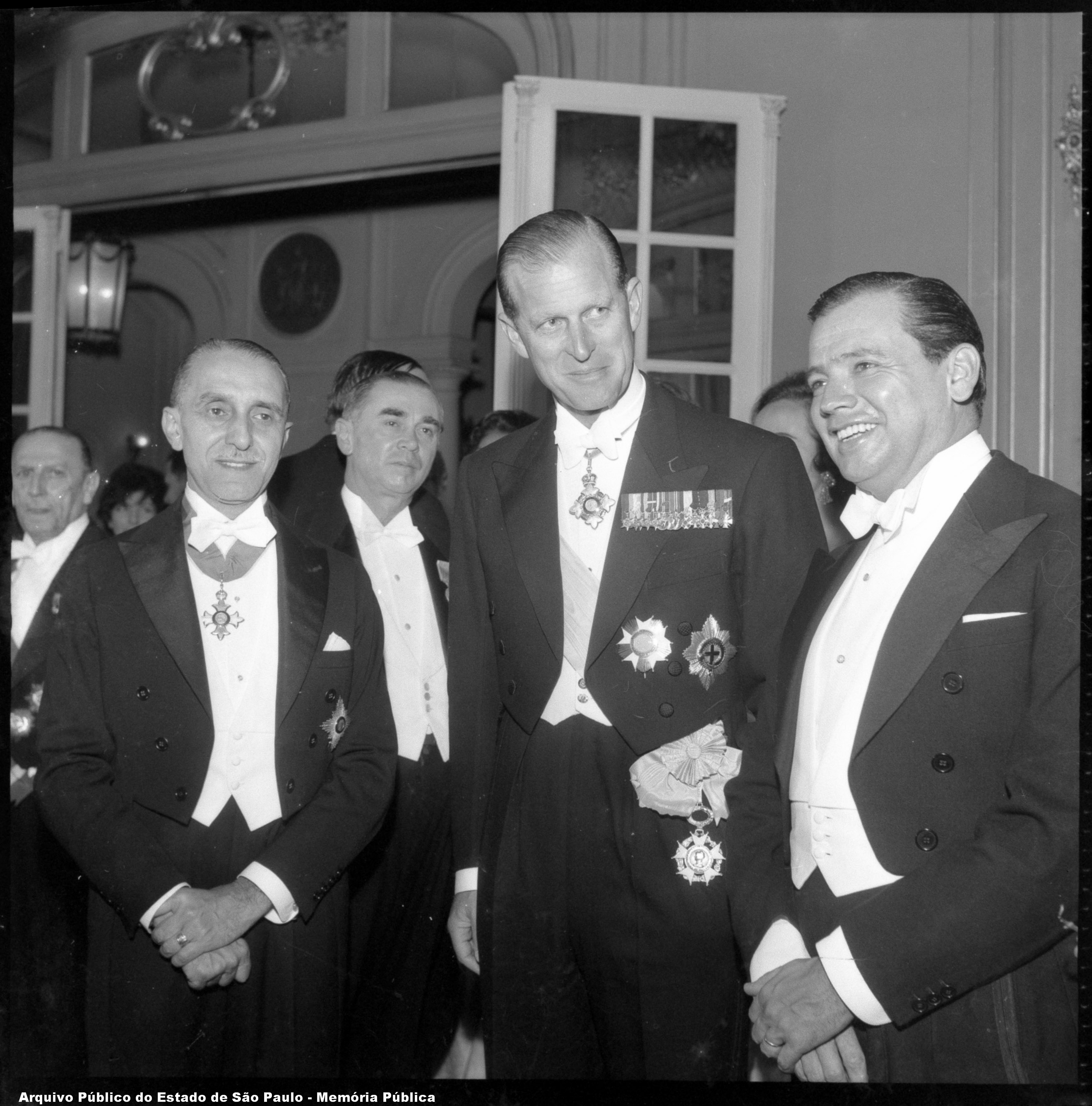
Le prince Philip avec Carvalho Pinto et Abreu Sodré (São Paulo, 1962).

Philip Mountbatten est décoré des ordres suivants :
- Collier de l'ordre du Soleil Suprême, Royaume d'Afghanistan (1971).
- Grand-croix de l'ordre du Mérite de la République fédérale d'Allemagne (1958).
- Grand collier de l'ordre du roi Abdelaziz, Arabie Saoudite (2010).
- Grand-croix de l'ordre du Libérateur San Martín, Argentine (1962).
- Chevalier de l'ordre d'Australie (1988).
- Grande étoile de l'ordre du Mérite (1966).
- Collier de l'ordre du roi Hamad de la Renaissance (en), Bahreïn (1979).
- Grand cordon de l'ordre de Léopold, Belgique (1963).
- Grand-croix de l'ordre du Condor des Andes, Bolivie (1962).
- Grand-croix de l'ordre national de la Croix du Sud du Brésil (1962).
- Médaille honorifique du Sultan de Brunei (1992).
- Première classe de l’ordre de la Famille de Laila Utama (en), Brunei (1972).
- Compagnon de l'ordre du Canada, Canada (2013).
- Commandeur de l'ordre du mérite militaire, Canada (2013).
- Médaille des forces armées, Canada (1954).
- Grand-croix de l'ordre du Mérite du Chili (1962).
- Grand-croix de l’ordre de Boyacá, Colombie (1962).
- Dragon bleu de l'ordre du Mérite sportif, Corée du Sud (1985).
- Chevalier de l'ordre de l'Éléphant, Danemark (1947).
- Collier de l'ordre de la Fédération des Émirats arabes unis (2010).
- Grand-croix de l'ordre du mérite national d'Équateur (en), Équateur (1962).
- Grand-croix de l'ordre de Charles III, Espagne (1986).
- Grand-croix avec chaîne de l'ordre de la reine de Saba, Éthiopie (1954).
- Commandeur grand-croix de l'ordre de la Rose blanche, Finlande (1961).
- Grand-croix de la Légion d'honneur, France (1957).
- Croix de guerre 1939-1945, palme de bronze, France (1948).
- Croix de guerre, Royaume de Grèce (1951).
- Chevalier grand-croix de l'ordre du Phénix, Royaume de Grèce (1950).
- Grand-croix de l’ordre du Sauveur, Royaume de Grèce (1947).
- Commandeur avec épées de l'ordre des Saints-Georges-et-Constantin, Royaume de Grèce (1941).
- Médaille commémorative de la célébration du 2 500e anniversaire de la fondation de l'empire perse, État impérial d'Iran (1971).
- Membre de 1re classe de l'ordre du roi Fayçal 1er, Royaume d'Iraq (1956).
- Grand-croix de l'ordre du Faucon, Islande (1964).
- Chevalier grand-croix de l'ordre du Mérite de la République italienne (1958).
- Grand cordon de l'ordre du Chrysanthème, Japon (1971).
- Grand cordon de l'ordre suprême de la Renaissance, Jordanie (1966).
- Grand commandeur de l'ordre de l'Étoile d'Afrique (en), Libéria (1961).
- Chevalier de l'ordre du Lion d'or de la maison de Nassau, Luxembourg (1972).
- Collier de l'ordre de la règle distinguée d'Izzuddin (en), Maldives (1972).
- Malta George Cross Fiftieth Anniversary Medal (en), Malte (2002).
- Collier de l'ordre de la Souveraineté, Maroc (1980).
- Collier de l'ordre de l'Aigle aztèque, Mexique (1964).
- Grand-croix de l'ordre de Saint-Charles, Monaco (1951).
- Membre de l'ordre de Ojaswi Rajanya, Népal (1960).
- Grand-croix avec collier de l'ordre de Saint-Olaf, Norvège (1952).
- Chevalier de l'ordre de Nouvelle-Zélande (2012).
- Médaille commémorative 1990 de Nouvelle-Zélande (1990).
- Médaille de l'ordre de Service de la Reine (en), Nouvelle-Zélande (1981).
- Membre de 1re classe de l'ordre militaire d'Oman, (1979).
- Grand collier de l'État de Palestine (1972).
- Grand-croix de l'ordre de Manuel Amador Guerrero, Panama (1953).
- Grand compagnon de l'ordre de Logohu, Papouasie-Nouvelle-Guinée (2005).
- Collier de l'ordre national du Mérite du Paraguay (en) (1962).
- Chevalier de l'ordre de l'Arche d'or, Pays-Bas (1979).
- Chevalier grand-croix de l'ordre du Lion néerlandais, Pays-Bas (1958).
- Chevalier de l'ordre de l'Aigle blanc, Pologne.
- Grand-croix de l'ordre du Mérite, Pologne (1991).
- Grand-croix de l'ordre du Christ, Portugal (1993).
- Grand-croix de l'ordre d'Aviz, Portugal (1979).
- Grand collier de l'ordre de l'Infant Dom Henri, Portugal (1973).
- Grand collier de l'ordre de la Tour et de l'Épée, Portugal (1955).
- Grand-croix de l'ordre du Soleil, Pérou (1962).
- Collier de l'ordre de l'Indépendance, Qatar (1979).
- Collier de l'ordre de Temasek, Singapour (1972).
- Collier de l’ordre des Deux Nils, Soudan (1964).
- Chevalier de l'ordre des Séraphins, Suède (1954).
- Grand cordon de l'ordre de la République, Tunisie (1980).
- Grand cordon de l'ordre tunisien de l'Indépendance, Tunisie (1961).
- Grande étoile de l'ordre de l'Étoile de Yougoslavie, République fédérale de Yougoslavie (1972).
- Grand cordon de l'ordre national du Léopard, Zaïre, (1993).
- Grand cordon de l'ordre de la brillante étoile de Zanzibar (en), Zanzibar (1963).

### Docteurhonoris causa

Le prince Philip lors d'une visite au siège de l'UNESCO à Paris (1989).

Plusieurs universités lui ont décerné un doctorat honoris causa, dont :
- l'université du pays de Galles (1949)
- l'université de Londres (1951)
- l'université de Durham (1951)
- l'université de Malte (1959)
- l'université de Delhi (1959)
- l'université de Reading (1960)
- l'université au Pérou (1964)
- l'université d'Oxford (1964)
- l'université de Californie (1966)
- l'université de Salford (1967)
- l'université de Southampton (1967)
- l'université de Victoria (1969)
- l'université d'Adélaïde (1974)
- l'université Western Ontario (1983)
- l'université de Jordanie (1984)
- l'université Monash (1986)
- l'Imperial College London (2002)
- l'université de Plymouth (2012)

## Armoiries
La première version des armes du prince Philip utilisée entre 1947 et 1949 est composée des armes de Grèce et de celles de la princesse Alice du Royaume-Uni, arrière-grand-mère du prince. Toutefois, elle est trouvée « insatisfaisante » et est modifiée en 1949, date de la version définitive.
| Armoiries        | Écu | Blasonnement |
| ---------------- | --- | --- |
| 1947-1949        |     | |
|                  |     | D'azur, à la croix alésée d'argent (de Grèce) ; sur-le-tout, écartelé : à la croix pattée d'argent bordée de gueules, de Dannebrog, cantonnée en I, d'or, à neuf cœurs de gueules, posés en trois pals, à trois lions léopardés d'azur, armés et lampassés de gueules, couronnés du champ, brochant sur-le-tout (de Danemark) ; en II, d'or, à deux lions léopardés d'azur, armés et lampassés de gueules (de Schleswig-Holstein) ; en III, coupé : 'A' d'azur, à trois couronnes d'or (de Suède) et 'B' coupé de gueules à une peau de morue d'argent tenue en pal par une traverse de sable, le tout couronné d'or et coupé d'azur à un bélier d'argent passant lampassé de gueules et armé d'or et d'azur à un ours polaire d'argent armé du premier ; en IV, coupé d'or au lion léopardé d'azur soutenu de neuf cœurs de gueules ordonnés 5 et 4 (des Goths) et de gueules au dragon d'or (des Vandales) ; sur-le-tout, écartelé, au 1 de gueules, à la feuille d'ortie d'argent (d'Holstein) au 2 de gueules, au cygne d'argent, becqué, membré et colleté d'une couronne d'or (de Stormarnn) ; au 3 de gueules, au cavalier armé d'argent (de Dithmarschen) ; au 4 de gueules à la tête de cheval coupée d'or (de Lauenbourg) ; sur-le-tout-du-tout parti d'or à deux fasces de gueules (d'Oldenbourg) et d'azur, à la croix pattée, au pied fiché d'or (de Delmenhorst) ; au franc-quartier, un écu écartelé, aux I et IV de gueules aux trois léopards d'or, armés et lampassés d'azur, en II d'or, au lion de gueules, armé et lampassé d'azur, dans un double trescheur fleuronné et contre-fleuronné du second et en III d'azur, à la harpe d'or, cordée d'argent, au lambel d'argent à trois pendants, chargé en cœur d'une rose de gueules et d'argent, les deux autres chargés d'une moucheture d'hermine de sable. |
| À partir de 1949 |     | |
|                  |     | Écartelé, au I d'or, à neuf cœurs de gueules, posés en trois pals, à trois lions léopardés d'azur, armés et lampassés de gueules, couronnés du champ (de Danemark) ; au II d'azur à la croix d'argent (de Grèce) ; au III d'argent à deux pals de sable (de Battenberg puis Mountbatten) ; au IV d'argent au château donjonné de trois pièces, maçonné d'argent et ouvert de gueules, posé sur un mont de un copeaux (d'Édimbourg). |

## Généalogie

### Ascendance
Philip et la reine Élisabeth II sont tous deux des arrière-arrière-petits-enfants de la reine Victoria, Élisabeth par descendance du fils aîné de Victoria, le roi Édouard VII, et Philip par descendance de la deuxième fille de Victoria, la princesse Alice. Tous deux descendent également du roi Christian IX de Danemark. En qualité de descendant de la reine Victoria, par ascendance cognatique, via sa mère la princesse Alice, Philip figure donc dans l’ordre de succession au trône britannique.
Philip est également lié à la maison Romanov par l'intermédiaire de ses deux parents. Il est un descendant direct de l'empereur Nicolas Ier de Russie via sa grand-mère paternelle, la grande-duchesse Olga Constantinovna de Russie. Sa grand-mère maternelle, la princesse Victoria de Hesse-Darmstadt, est une sœur d'Alexandra Feodorovna (Alix de Hesse), épouse de l'empereur Nicolas II de Russie, et de la grande-duchesse Élisabeth de Hesse qui furent exécutées sommairement avec leur famille par les bolcheviks en 1918. Dès 1992, les scientifiques confirment l'identité des restes de plusieurs membres de la famille Romanov, plus de soixante-dix ans après leur mort en 1918, en comparant leur ADN mitochondrial à des parents matrilinéaires vivants, dont Philip,. Philip, Alexandra et ses enfants descendent tous de la princesse Alice du Royaume-Uni, grande-duchesse de Hesse, la seconde fille de la reine Victoria, par une lignée purement féminine.
Source : Les Dynasties d'Europe
|  |                                                                      |  |  |  |  |  |  |  |  |  |  |  |  |  |  |  |
|  | 16. Frédéric-Guillaume de Schleswig-Holstein-Sonderbourg-Glücksbourg |  |  |  |  |  |  |  |  |  |  |  |  |  |  |  |
|  |                                                                      |  |  |  |  |  |  |  |  |  |  |  |  |  |  |  |
|  |                                                                      |  |  |  |  |  |  |  |  |  |  |  |  |  |  |  |
|  | 8. Christian IX de Danemark                                          |  |  |  |  |  |  |  |  |  |  |  |  |  |  |  |
|  |                                                                      |  |  |  |  |  |  |  |  |  |  |  |  |  |  |  |
|  |                                                                      |  |  |  |  |  |  |  |  |  |  |  |  |  |  |  |
|  | 17. Louise-Caroline de Hesse-Cassel                                  |  |  |  |  |  |  |  |  |  |  |  |  |  |  |  |
|  |                                                                      |  |  |  |  |  |  |  |  |  |  |  |  |  |  |  |
|  |                                                                      |  |  |  |  |  |  |  |  |  |  |  |  |  |  |  |
|  | 4. Georges Ier de Grèce                                              |  |  |  |  |  |  |  |  |  |  |  |  |  |  |  |
|  |                                                                      |  |  |  |  |  |  |  |  |  |  |  |  |  |  |  |
|  |                                                                      |  |  |  |  |  |  |  |  |  |  |  |  |  |  |  |
|  | 18. Guillaume de Hesse-Cassel-Rumpenheim                             |  |  |  |  |  |  |  |  |  |  |  |  |  |  |  |
|  |                                                                      |  |  |  |  |  |  |  |  |  |  |  |  |  |  |  |
|  |                                                                      |  |  |  |  |  |  |  |  |  |  |  |  |  |  |  |
|  | 9. Louise de Hesse-Cassel                                            |  |  |  |  |  |  |  |  |  |  |  |  |  |  |  |
|  |                                                                      |  |  |  |  |  |  |  |  |  |  |  |  |  |  |  |
|  |                                                                      |  |  |  |  |  |  |  |  |  |  |  |  |  |  |  |
|  | 19. Louise-Charlotte de Danemark                                     |  |  |  |  |  |  |  |  |  |  |  |  |  |  |  |
|  |                                                                      |  |  |  |  |  |  |  |  |  |  |  |  |  |  |  |
|  |                                                                      |  |  |  |  |  |  |  |  |  |  |  |  |  |  |  |
|  | 2. André de Grèce                                                    |  |  |  |  |  |  |  |  |  |  |  |  |  |  |  |
|  |                                                                      |  |  |  |  |  |  |  |  |  |  |  |  |  |  |  |
|  |                                                                      |  |  |  |  |  |  |  |  |  |  |  |  |  |  |  |
|  | 20. Nicolas Ier de Russie                                            |  |  |  |  |  |  |  |  |  |  |  |  |  |  |  |
|  |                                                                      |  |  |  |  |  |  |  |  |  |  |  |  |  |  |  |
|  |                                                                      |  |  |  |  |  |  |  |  |  |  |  |  |  |  |  |
|  | 10. Constantin Nikolaïevitch de Russie                               |  |  |  |  |  |  |  |  |  |  |  |  |  |  |  |
|  |                                                                      |  |  |  |  |  |  |  |  |  |  |  |  |  |  |  |
|  |                                                                      |  |  |  |  |  |  |  |  |  |  |  |  |  |  |  |
|  | 21. Frédérique de Hohenzollern                                       |  |  |  |  |  |  |  |  |  |  |  |  |  |  |  |
|  |                                                                      |  |  |  |  |  |  |  |  |  |  |  |  |  |  |  |
|  |                                                                      |  |  |  |  |  |  |  |  |  |  |  |  |  |  |  |
|  | 5. Olga Constantinovna de Russie                                     |  |  |  |  |  |  |  |  |  |  |  |  |  |  |  |
|  |                                                                      |  |  |  |  |  |  |  |  |  |  |  |  |  |  |  |
|  |                                                                      |  |  |  |  |  |  |  |  |  |  |  |  |  |  |  |
|  | 22. Joseph de Saxe-Altenbourg                                        |  |  |  |  |  |  |  |  |  |  |  |  |  |  |  |
|  |                                                                      |  |  |  |  |  |  |  |  |  |  |  |  |  |  |  |
|  |                                                                      |  |  |  |  |  |  |  |  |  |  |  |  |  |  |  |
|  | 11. Alexandra de Saxe-Altenbourg                                     |  |  |  |  |  |  |  |  |  |  |  |  |  |  |  |
|  |                                                                      |  |  |  |  |  |  |  |  |  |  |  |  |  |  |  |
|  |                                                                      |  |  |  |  |  |  |  |  |  |  |  |  |  |  |  |
|  | 23. Amélie de Wurtemberg                                             |  |  |  |  |  |  |  |  |  |  |  |  |  |  |  |
|  |                                                                      |  |  |  |  |  |  |  |  |  |  |  |  |  |  |  |
|  |                                                                      |  |  |  |  |  |  |  |  |  |  |  |  |  |  |  |
|  | 1. Philip Mountbatten                                                |  |  |  |  |  |  |  |  |  |  |  |  |  |  |  |
|  |                                                                      |  |  |  |  |  |  |  |  |  |  |  |  |  |  |  |
|  |                                                                      |  |  |  |  |  |  |  |  |  |  |  |  |  |  |  |
|  | 24. Louis II de Hesse                                                |  |  |  |  |  |  |  |  |  |  |  |  |  |  |  |
|  |                                                                      |  |  |  |  |  |  |  |  |  |  |  |  |  |  |  |
|  |                                                                      |  |  |  |  |  |  |  |  |  |  |  |  |  |  |  |
|  | 12. Alexandre de Hesse                                               |  |  |  |  |  |  |  |  |  |  |  |  |  |  |  |
|  |                                                                      |  |  |  |  |  |  |  |  |  |  |  |  |  |  |  |
|  |                                                                      |  |  |  |  |  |  |  |  |  |  |  |  |  |  |  |
|  | 25. Wilhelmine de Bade                                               |  |  |  |  |  |  |  |  |  |  |  |  |  |  |  |
|  |                                                                      |  |  |  |  |  |  |  |  |  |  |  |  |  |  |  |
|  |                                                                      |  |  |  |  |  |  |  |  |  |  |  |  |  |  |  |
|  | 6. Louis Alexandre de Battenberg                                     |  |  |  |  |  |  |  |  |  |  |  |  |  |  |  |
|  |                                                                      |  |  |  |  |  |  |  |  |  |  |  |  |  |  |  |
|  |                                                                      |  |  |  |  |  |  |  |  |  |  |  |  |  |  |  |
|  | 26. Maurycy Hauke                                                    |  |  |  |  |  |  |  |  |  |  |  |  |  |  |  |
|  |                                                                      |  |  |  |  |  |  |  |  |  |  |  |  |  |  |  |
|  |                                                                      |  |  |  |  |  |  |  |  |  |  |  |  |  |  |  |
|  | 13. Julia Hauke                                                      |  |  |  |  |  |  |  |  |  |  |  |  |  |  |  |
|  |                                                                      |  |  |  |  |  |  |  |  |  |  |  |  |  |  |  |
|  |                                                                      |  |  |  |  |  |  |  |  |  |  |  |  |  |  |  |
|  | 27. Sophie Lafontaine                                                |  |  |  |  |  |  |  |  |  |  |  |  |  |  |  |
|  |                                                                      |  |  |  |  |  |  |  |  |  |  |  |  |  |  |  |
|  |                                                                      |  |  |  |  |  |  |  |  |  |  |  |  |  |  |  |
|  | 3. Alice de Battenberg                                               |  |  |  |  |  |  |  |  |  |  |  |  |  |  |  |
|  |                                                                      |  |  |  |  |  |  |  |  |  |  |  |  |  |  |  |
|  |                                                                      |  |  |  |  |  |  |  |  |  |  |  |  |  |  |  |
|  | 28. Charles de Hesse-Darmstadt                                       |  |  |  |  |  |  |  |  |  |  |  |  |  |  |  |
|  |                                                                      |  |  |  |  |  |  |  |  |  |  |  |  |  |  |  |
|  |                                                                      |  |  |  |  |  |  |  |  |  |  |  |  |  |  |  |
|  | 14. Louis IV de Hesse                                                |  |  |  |  |  |  |  |  |  |  |  |  |  |  |  |
|  |                                                                      |  |  |  |  |  |  |  |  |  |  |  |  |  |  |  |
|  |                                                                      |  |  |  |  |  |  |  |  |  |  |  |  |  |  |  |
|  | 29. Élisabeth de Prusse                                              |  |  |  |  |  |  |  |  |  |  |  |  |  |  |  |
|  |                                                                      |  |  |  |  |  |  |  |  |  |  |  |  |  |  |  |
|  |                                                                      |  |  |  |  |  |  |  |  |  |  |  |  |  |  |  |
|  | 7. Victoria de Hesse-Darmstadt                                       |  |  |  |  |  |  |  |  |  |  |  |  |  |  |  |
|  |                                                                      |  |  |  |  |  |  |  |  |  |  |  |  |  |  |  |
|  |                                                                      |  |  |  |  |  |  |  |  |  |  |  |  |  |  |  |
|  | 30. Albert de Saxe-Cobourg-Gotha                                     |  |  |  |  |  |  |  |  |  |  |  |  |  |  |  |
|  |                                                                      |  |  |  |  |  |  |  |  |  |  |  |  |  |  |  |
|  |                                                                      |  |  |  |  |  |  |  |  |  |  |  |  |  |  |  |
|  | 15. Alice du Royaume-Uni                                             |  |  |  |  |  |  |  |  |  |  |  |  |  |  |  |
|  |                                                                      |  |  |  |  |  |  |  |  |  |  |  |  |  |  |  |
|  |                                                                      |  |  |  |  |  |  |  |  |  |  |  |  |  |  |  |
|  | 31. Victoria du Royaume-Uni                                          |  |  |  |  |  |  |  |  |  |  |  |  |  |  |  |
|  |                                                                      |  |  |  |  |  |  |  |  |  |  |  |  |  |  |  |
|  |                                                                      |  |  |  |  |  |  |  |  |  |  |  |  |  |  |  |

### Descendance
Philip est père de quatre enfants (Charles, Anne, Andrew et Edward), grand-père de huit petits-enfants (William, Harry, Peter, Zara, Beatrice, Eugenie, Louise et James), et arrière-grand-père de dix arrière-petits-enfants (George, Charlotte, Louis, Archie, Savannah, Isla, Mia, Lena, Lucas et August). Après sa mort naissent quatre autres arrière-petits-enfants, Lilibet, Sienna, Ernest et Athena.